# Northrop YF-17 Cobra
O YF-17 Cobra foi um protótipo de avião leve projetado pela Northrop aviation para o programa de avaliação de tecnologia Lightweight Fighter (LWF) da Força Aérea dos Estados Unidos.

## Desenvolvimento
Foi criado para competir pelo novo programa de obtenção de "caças leves" da USAF e USN, a  Northrop se baseou no seu F-5 e perdeu para o YF-16 (F-16) desenvolvido, naquela altura, pela General Dynamics. 
Percebeu-se que o novo avião, apesar de altamente reconhecido pela Força Aérea, não era o melhor nem o mais indicado para operações a partir de porta-aviões, aos olhos da Marinha era necessário o desenvolvimento de uma nova aeronave. 
O YF-17 acabou sendo reaproveitado para o desenvolvimento do novo avião da Marinha, o F-18 Hornet (actualmente um projecto da Boeing), que foram bons o suficiente para substituir o F-14 Tomcat ,algo que não era esperado por muitos devido ao alto desempenho do Tomcat. Foram produzidos mais de 1400 aviões na versão Hornet A/B/C e D, alguns ainda em operação.
Actualmente o F-18 Hornet encontra-se quase que praticamente substituído pelo mais novo mas semelhante F-18 Super Hornet.
Quanto ao rival inicial, mais de 4500 aviões F-16 já foram produzidos nas diferentes versões e "Tranches"/Block´s do avião. Tanto o F-18 Super Hornet da Boeing como o F-16 Fighting Falcon da Lockeed Martin deverão ter as suas linhas de montagem abertas durante mais alguns anos mas é esperado que sejam ambos substituídos pelo mesmo avião, o F-35 Lightning II/JSF Joint Srike Fighter que conta já com 290 aeronaves produzidas, tanto para os Estados Unidos como para aliados.

## Atualmente
Os protótipos estão atualmente aposentados em exposição em dois museus.